# 金汤古树
金汤古树，位于中国广东省梅州市丰顺县汤坑镇，为梅州市丰顺县的一个县级文物保护单位，类型为其他，公布时间为1983年4月。
金汤古树的历史年代为清代。1983年4月，丰顺县人民政府认定其为丰顺县文物保护单位。